# House of the Rising Sun (Lost)
House of the Rising Sun este un episod al serialului de televiziune Lost, sezonul 1.